# Waino Edward Hendrickson

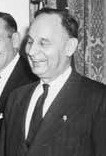
Waino Edward Hendrickson bei der Feier anlässlich der Aufnahme Alaskas in die Union (3. Januar 1959).

Waino Edward Hendrickson (* 18. Juni 1896 in Juneau, Alaska; † 22. Juni 1983 ebenda) war ein US-amerikanischer Politiker und 1957 kommissarischer Gouverneur des Alaska-Territoriums.

## Werdegang
Waino Edward Hendrickson wurde am 18. Juni 1896 in Juneau geboren, seine Eltern waren aus Finnland eingewandert. Sein Vater war Bergmann, seine Mutter führte eine 20-Zimmer-Pension für  Bergleute. Nach dem Schulabschluss 1916 arbeitete auch Hendrickson im Bergbau. 1918 ging er zur Armee. Im Ersten Weltkrieg sollte er in Europa eingesetzt werden. Als er auf dem Weg nach Frankreich war, kam der Waffenstillstand.
Nach seiner Heimkehr arbeitete er zunächst im Hafen von Juneau und wurde später Teilhaber einer Wäscherei, für die er 20 Jahre lang arbeitete. Im Jahr 1924 heiratete er die Krankenschwester Marion Kingsnorth Jones, die aus Victoria in British Columbia stammte.
Wegen seiner vielen Kontakte zur Bevölkerung wurde ihm vorgeschlagen, für das Amt des Bürgermeisters von Juneau zu kandidieren. Mit der Wahl 1946 begann seine politische Laufbahn. Das Bürgermeisteramt hatte er bis 1953 inne. Von 1948 bis 1953 war er außerdem Mitglied des territorialen Repräsentantenhauses.
Hendrickson wurde 1953 unter Gouverneur B. Frank Heintzleman zum Secretary of State des Territoriums ernannt. Er übte das Amt aus, bis Alaska am 3. Januar 1959 als 49. Bundesstaat  in die USA angegliedert wurde. Er war zweimal kommissarischer Gouverneur, das erste Mal 1957 und das zweite Mal zwischen 1958 und 1959. Hendrickson war der erste Gouverneur, der in Alaska geboren wurde.
Als seine Frau an Krebs erkrankte, pflegte er sie bis zu ihrem Tod im Jahr 1962. Er übte noch verschiedene Funktionen aus, bis er 1965 zu seiner Tochter nach Anchorage zog.
Er starb am 22. Juni 1983 und wurde auf dem Evergreen Cemetery in Juneau beigesetzt.